# 陳於王
陳於王（？—1637年），字丹衷，苏州府吴县（今江苏省苏州市）人，明朝政治人物。

## 生平
他世代为苏州卫千户。袭职后，举武乡试，以捕海盗功，升任为都司佥书。以讨擒王一爵出名。崇祯初年，官至前锋游击。巡抚张国维用为中军守备，守六合御变民军。崇祯十年守太湖，在酆家店抵御罗汝才、刘国能等。被围攻，兵败自刎而死。赠昭勇将军、指挥使。